# Yothu Yindi
Yothu Yindi, é uma banda formada em 1986 na região australiana de Arnhem e liderado pelo vocalista Mandawuy Yunupingu.
Os membros da tribo Yolngu vivem no nordeste de Arnhem Land, no território do Norte. Alguns deles vivem em Yirrkala e outros vivem em agrupamentos familiares nas matas da região, são os "Homelands Centres", movimento de retorno dos nativos às matas.
Com exceção do baixista Stuart Kellaway, que não é aborígine, os integrantes da banda pertencem basicamente aos clãs Gumatj e Rirratjingu que possuem fortes tradições culturais, religiosas e artísticas, devido principalmente ao tardio contato com os europeus (chamado pelos aborígines de "balandas"), ocorrido na década de 30 do século passado.
Participaram de vários shows de protesto durante o bicentenário da Austrália. No mesmo ano partiram para uma turnê por 32 cidade norte-americanas, abrindo para a banda Midnight Oil. Na volta gravaram Homeland Movement. Veio depois o segundo disco, Tribal Voice.

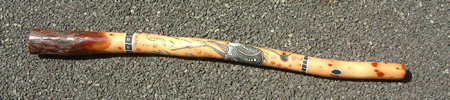
Um yidaki ou didgeridoo.

É possível ouvir nas suas músicas instrumentos aborígines como o percussivo "bilma", composto por pedaços de madeira batidos um no outro, e o "yidaki", longo cilindro de sopro, conhecido também como "didgeridoo".
Estiveram no Brasil em 1997, ocasião que realizaram shows em Porto Alegre, Curitiba  e São Paulo.

## Discografia
- (1988) Homeland Movement
- (1991) Tribal Voice
- (1993) Freedom
- (1996) Birrkuda
- (1998) One Blood
- (2000) Garma